# Apilocrocis pseudocephalis
Apilocrocis pseudocephalis is een vlinder uit de familie van de grasmotten (Crambidae), uit de onderfamilie van de Spilomelinae. De wetenschappelijke naam van deze soort is voor het eerst voorgesteld door Eugene Gordon Munroe in een publicatie uit 1968.
De soort komt voor in Mexico.